# 青铜峡镇
青铜峡镇，是中华人民共和国宁夏回族自治区吴忠市青铜峡市下辖的一个乡镇级行政单位。

## 行政区划
青铜峡镇下辖以下地区：
峡石街社区、新民街社区、利民街社区、艾山街社区、峡西街社区、铝厂街社区、余桥村、沃沙村、三趟墩村和广武村。